# 比紹夫斯維森阿赫河

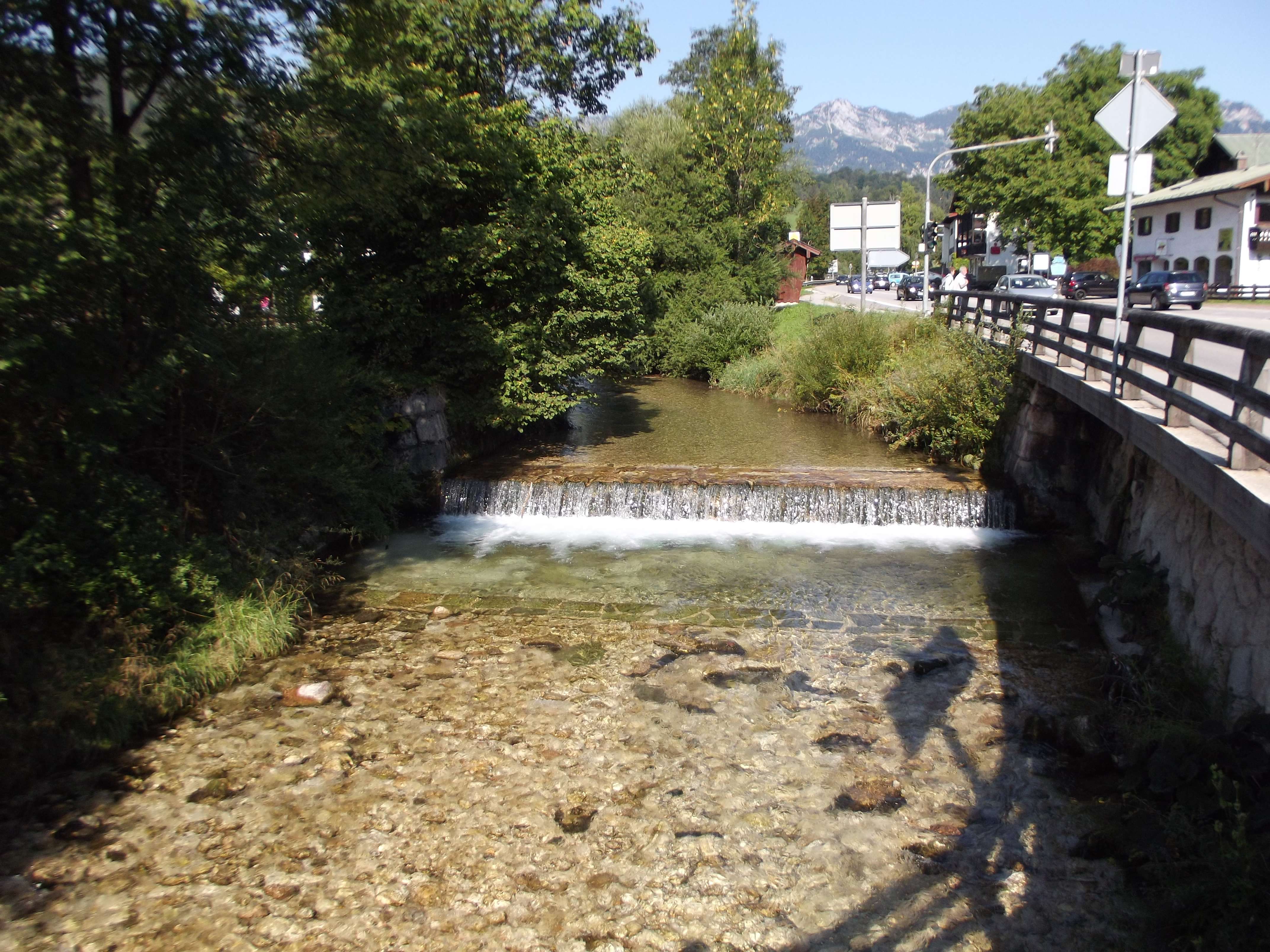
比紹夫斯維森阿赫河

47°37′33.2″N 12°59′15.2″E / 47.625889°N 12.987556°E
比紹夫斯維森阿赫河（德語：Bischofswieser Ache），是德國的河流，位於該國東南部，由巴伐利亞負責管轄，屬於拉姆紹阿赫河的支流，河道全長12.9公里，流域面積46平方公里。

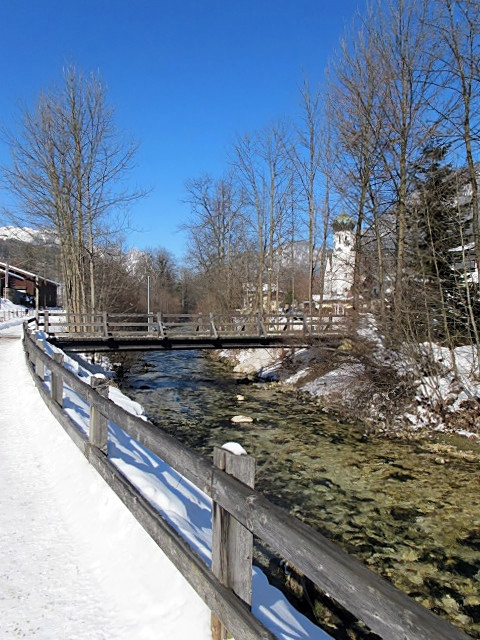
冬季雪景